# 天道溯原
天道溯原（てんどうそげん）は、アメリカ人宣教師ウィリアム・A・マーティン（William Alexander Parsons Martin、中国名:丁韙良）が中国語で著したキリスト教の教義解説書（英題 Evidences of Christianity）である。

## 沿革
1850年、マーティンはアメリカ長老派教会により中国へ派遣され、浙江省寧波にてプロテスタント伝道を開始。1854年、27歳の時に中国人向けに中国語で執筆し、寧波で上梓した。
発刊以来多くの版を重ね、中国人の知識人を対象として著された書物であるが、日本にも幕末に輸入され、明治時代初期、キリシタン禁制の高札が撤去された1873年頃から大規模に販売され、キリスト教書の日本語テキストのない時期に、知識人を中心にキリスト教の信仰と理解を促す契機をつくった。

## 内容
キリスト教証拠論を、中国古典・故事を引用しながら格調ある古典中国語で展開したキリスト教の教義解説書である。
上巻、中巻、下巻からなっており、上巻第一章で「以星宿為証」とあり、惑星と地球の関係における神の秩序について、太陽を中心とした星がぶつからずに動いていること、四季の変化など、天体の秩序は神がいるからであると説いている。
第二章では、木火土金水の五行について、第三章では生物全般についての神の計らい。第四章「人身をもって証と為」では、ソクラテスの故事や近代生理学を援用しながら、人体の構造の不思議さから創造主の存在を証明している。下巻第8章は、懺悔文式、朝夕祈祷文式、毎飯謝恩文式という三つの祈りの文が記されている。

## 影響を受けた人
- 山本覚馬
- 村上俊吉
- 植木枝盛
- 樋口三郎